# لئونارد بلومفیلد
لئونارد بلومفیلد (به انگلیسی: Leonard Bloomfield) (زاده ۱ آوریل ۱۸۸۷ – درگذشته ۱۸ آوریل ۱۹۴۹) زبان‌شناس برجسته آمریکایی است که در دههٔ ۱۹۳۰ و ۱۹۴۰، نقش مهمی در تکوین زبان‌شناسی ساخت‌گرا در آمریکا داشت. کتاب معروف و تأثیرگذار او زبان، در سال ۱۹۳۳ منتشر شد و به عنوان توصیف قابل فهمی از زبان‌شناسی ساختگرای آمریکایی معرفی شد. او ارجاعات بسیاری به زبان‌شناسی تاریخی هندواروپایی داشت و توصیفات بسیار خوبی از زبان‌های آسترونزیایی و خانوادهٔ زبان‌های آلگانکی به دست داد. رویکرد بلومفیلد به زبان بسیار مبتنی بر تأکیدی بود که او بر روی جنبهٔ علمی بودن زبان و مبنای علمی زبان‌شناسی داشت. او سعی داشت با توسل به فرایندهای صوری، داده‌های زبانی را تبیین کند. تأثیر زبان‌شناسی ساختگرای بلومفیلدی در اواخر دههٔ ۱۹۵۰ و اوایل ۱۹۶۰ با روی کار آمدن نظریهٔ دستور زایشی توسط چامسکی تقریباً از بین رفت.

## زندگی و تحصیلات
لئونارد بلومفیلد در شیکاگو به دنیا آمد. پدربزرگ و مادربزرگ او اصلاً یهودیانی اتریشی بودند که در ۱۸۶۸ به ایالات متحده مهاجرت کرده بودند. در ۱۸۹۶ پدر و مادر او شیکاگو را ترک کردند و در الکهارت لیک واقع در ایالت ویسکانسین اقامت گزیدند و ادارهٔ هتل ارزان‌قیمتی را به عهده گرفتند. بلومفیلد تحصیلات خود را در شیکاگو آغاز کرد. موریس بلومفیلد، زبان‌شناس تطبیقی و طرفدار سرسخت نودستوریان، عموی بزرگ او بود. لئونارد در ۱۹۰۹ با آلیس سه‌یرز ازدواج کرد. آنها از خود صاحب فرزندی نشدند اما دو کودک پسر را به فرزندخواندگی گرفتند.
او دورهٔ لیسانس را که در ۱۹۰۶ در دانشگاه هاروارد به پایان رساند، بی‌وقفه دورهٔ فوق لیسانس را در دانشگاه ویسکانسین و دورهٔ دکتری را در دانشگاه شیکاگو به پایان برد و در ۱۹۰۹ به اخذ درجهٔ دکتری نایل شد.